# Андріївка (Борівська селищна громада)
Андрі́ївка —  село в Україні, у Борівській селищній громаді Ізюмського району Харківської області. Населення становить 47 осіб.

## Географія
Село Андріївка знаходиться на правому березі річки Нетриус, близько до її верхів'їв. Нижче за течією за 3 км розташоване село Глущенкове. За 3 км на північ знаходиться село Ізюмське.

## Історія
1780-і роки — час першої згадки села.
12 червня 2020 року, відповідно до Розпорядження Кабінету Міністрів України № 725-р «Про визначення адміністративних центрів та затвердження територій територіальних громад Харківської області», увійшло до складу Борівської селищної громади.
19 липня 2020 року, в результаті адміністративно-територіальної реформи та ліквідації Борівського району, увійшло до складу Ізюмського району Харківської області.

## Населення

### Мова
Розподіл населення за рідною мовою за даними перепису 2001 року:
| Мова       | Кількість | Відсоток |
| ---------- | --------- | -------- |
| українська | 47        | 100%     |

## Економіка
- В селі є птахо-товарна, свино-товарна і вівце-товарна ферми.